# Sora, Medvode
Sora je naselje v Občini Medvode. V njej se nahaja župnijska cerkev sv. Štefana.